# Upsilon Coronae Borealis
Upsilon Coronae Borealis (18 Coronae Borealis) é uma estrela na direção da constelação de Corona Borealis. Possui uma ascensão reta de 16h 16m 44.77s e uma declinação de +29° 09′ 01.1″. Sua magnitude aparente é igual a 5.80. Considerando sua distância de 825 anos-luz em relação à Terra, sua magnitude absoluta é igual a −1.22. Pertence à classe espectral A3V.